# Ben Quayle
Eugene Benjamin Quayle, detto Ben (Fort Wayne, 5 novembre 1976), è un politico e avvocato statunitense, rappresentante dello Stato dell'Arizona alla Camera dei Rappresentanti.

## Biografia
Secondogenito dell'ex-Vicepresidente degli Stati Uniti d'America Danforth Quayle, dopo aver conseguito un bachelor alla Duke University lavorò come associato presso due studi legali. Successivamente fondò la Tynwald Capital, una società specializzata nell'acquisizione e nella valorizzazione delle piccole imprese.
Nel 2010, dopo l'annuncio del ritiro del deputato John Shadegg, Quayle annunciò la sua discesa in politica con il Partito Repubblicano. Vinse le elezioni con il 52%.
Nel 2012, per via della ridefinizione dei distretti congressuali, Quayle si trovò a concorrere per la rielezione nello stesso distretto del collega David Schweikert. Nelle primarie repubblicane Schweikert prevalse su Quayle con un margine di scarto minimo e quindi Quayle fu costretto ad abbandonare il Congresso dopo un solo mandato.